# Pokémon Ultra Sun và Ultra Moon
Pokémon Ultra Sun và Pokémon Ultra Moon (ポケットモンスター ウルトラサン・ウルトラムーン Poketto Monsutā Urutora San & Urutora Mūn) là những trò chơi điện tử nhập vai phát triển bởi Game Freak, phát hành bởi The Pokémon Company và Nintendo cho cho hệ máy cầm tay Nintendo 3DS. Hai trò chơi là phiên bản nâng cao của Pokémon Sun và Pokémon Moon, và là một phần của thế hệ thứ bảy của loạt trò chơi điện tử Pokémon. Được công bố vào tháng 6 năm 2017, hai trò chơi được phát hành trên toàn thế giới vào ngày 17 tháng 11 năm 2017.
Cũng như các phần trước, hai trò chơi đi theo hành trình của một nhà luyện viên Pokémon trẻ tuổi, diễn ra ở vùng Alola, dựa trên Hawaii. Sự khác biệt so với Sun và Moon bao gồm cốt truyện xen kẽ và các tính năng chơi trò chơi mới, nhân vật, Pokémon, và Hình dạng Pokémon, bao gồm cả hình thức mới của Pokémon huyền thoại Necrozma là linh vật của phiên bản trò chơi này.
Hai trò chơi nhận được sự đón nhận tích cực, với các nhà phê bình ca ngợi các tính năng bổ sung bao gồm cả Sun và Moon, mặc dù một số người chỉ trích nó quá giống với phần lớn câu chuyện. Vào cuối năm 2018, Ultra Sun và Ultra Moon đã bán được hơn tám triệu bản trên toàn thế giới.